# Willy Hamacher

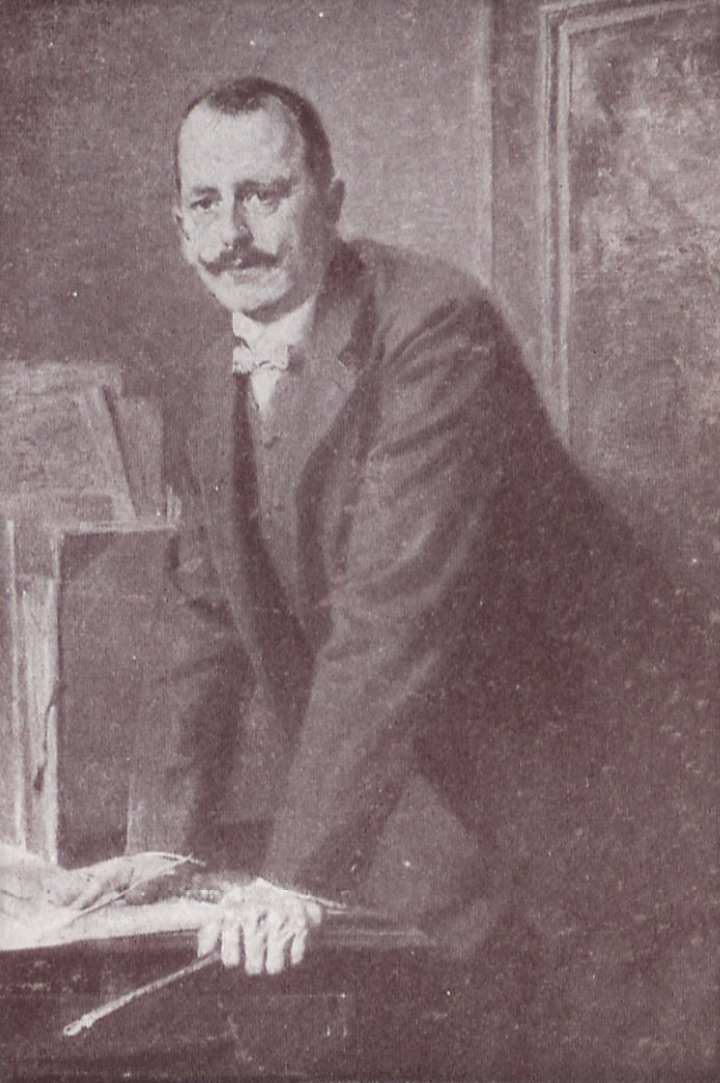
Georg Ludwig Meyn: retrato del pintor Willy Hamacher

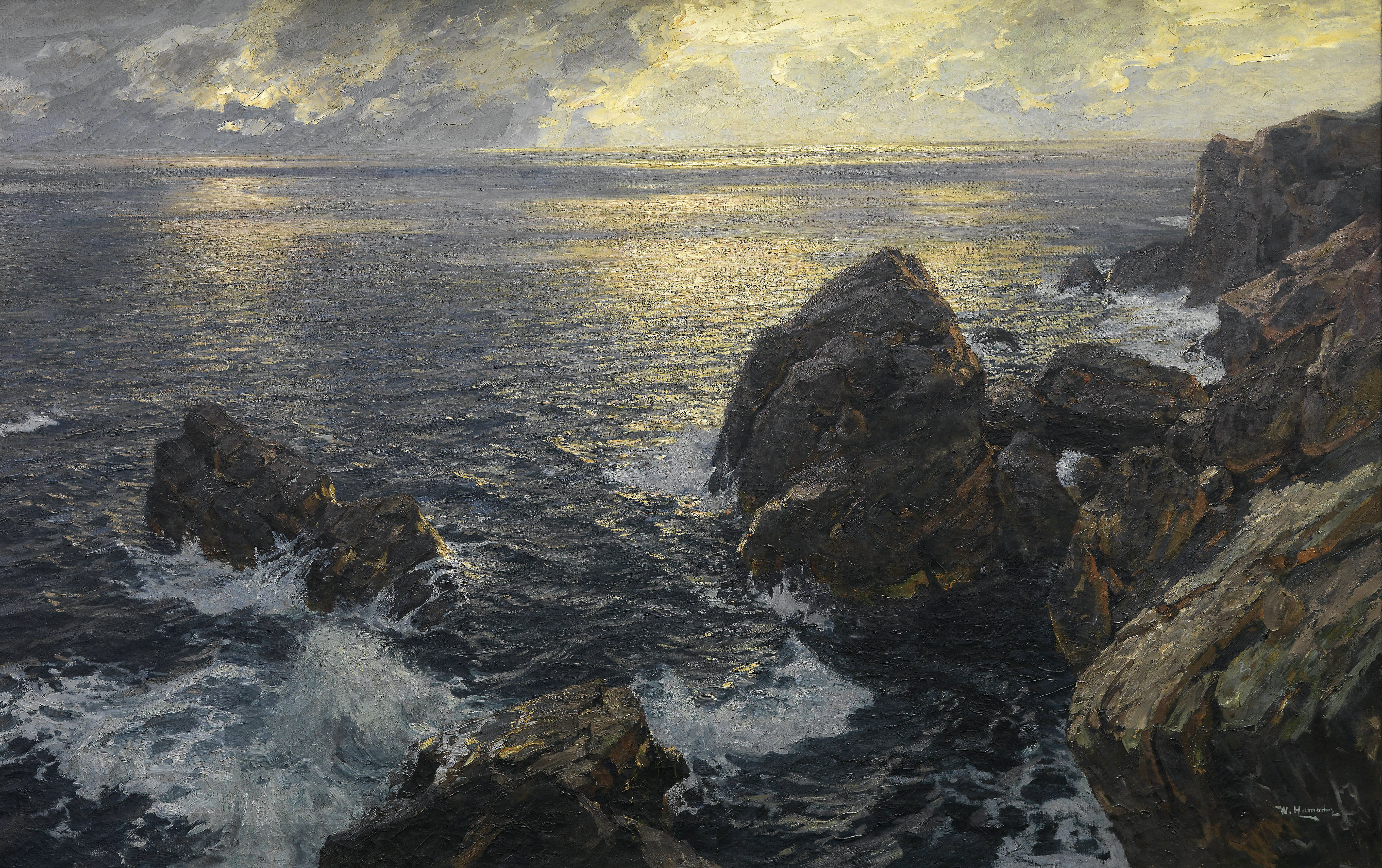
Paisaje marino

Willy Hamacher (n. el 10 de julio de 1865 en Breslavia; † 9 de julio de 1909 en Bad Reinerz) fue un pintor paisajista y de marinas alemán.

## Vida
Hamacher era hijo del pintor Theodor Hamacher y hermano del pintor Alfred Hamacher. Primero aprendió pintura de paisaje en el Museo de Bellas Artes de Silesia en Breslau de Carl Cowen Schirm, un alumno del pintor noruego Hans Gude. En 1888/89 continuó sus estudios en la Academia de Arte de Düsseldorf, donde Eugen Dücker fue su maestro. En 1889 fue miembro de la asociación de artistas Malkasten de Düsseldorf. Finalmente, entre 1890 y 1894, se perfeccionó en la Academia de Artes de Berlín como estudiante de maestría con Hans Gude. En 1893 abrió su propio estudio en la Queen-Augusta-Strasse 51 (hoy Reichpietschufer) en Berlín-Tiergarten. En 1895 se trasladó a la Tauentzienstraße 13, donde también dirigió una "escuela de pintura para hombres y mujeres". Su último lugar de residencia fue la Spichernstraße 7 en Berlín-Wilmersdorf desde 1904.
Los viajes de estudio lo llevaron a Rügen, Suecia, París, Inglaterra y sobre todo a Italia. Después de pintar inicialmente también paisajes costeros del norte, más tarde se especializó en las costas italianas, particularmente en la Riviera. Sus pinturas fueron muy valoradas en la época y también fueron compradas por los museos. Desde 1888 expuso en el Palacio de Cristal de Múnich y desde 1889 en la Gran Exposición de Arte de Berlín. En 1896 recibió una pequeña medalla de oro en la Exposición Internacional de Arte de Berlín.

## Galería

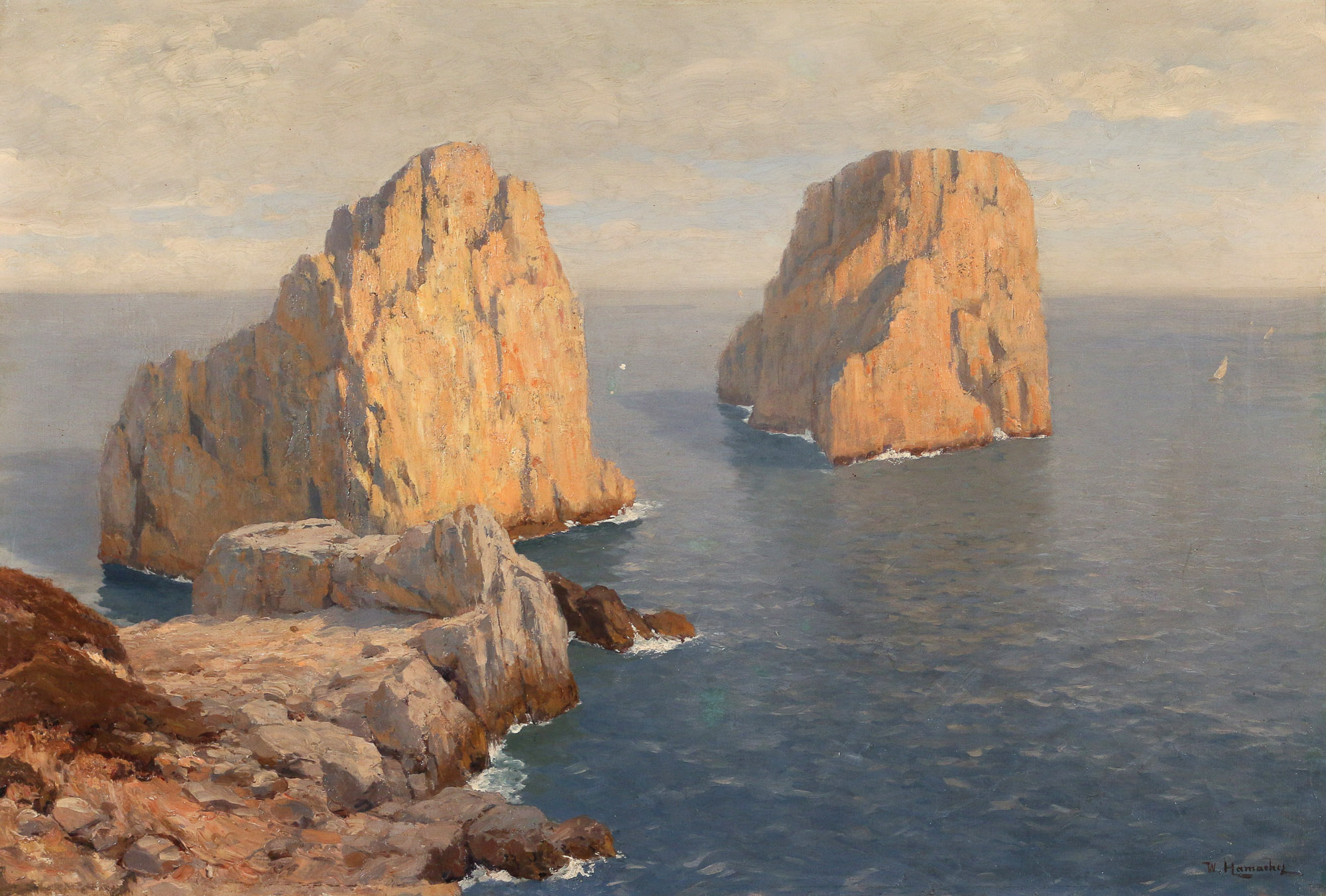
Willy Hamacher - Seascape
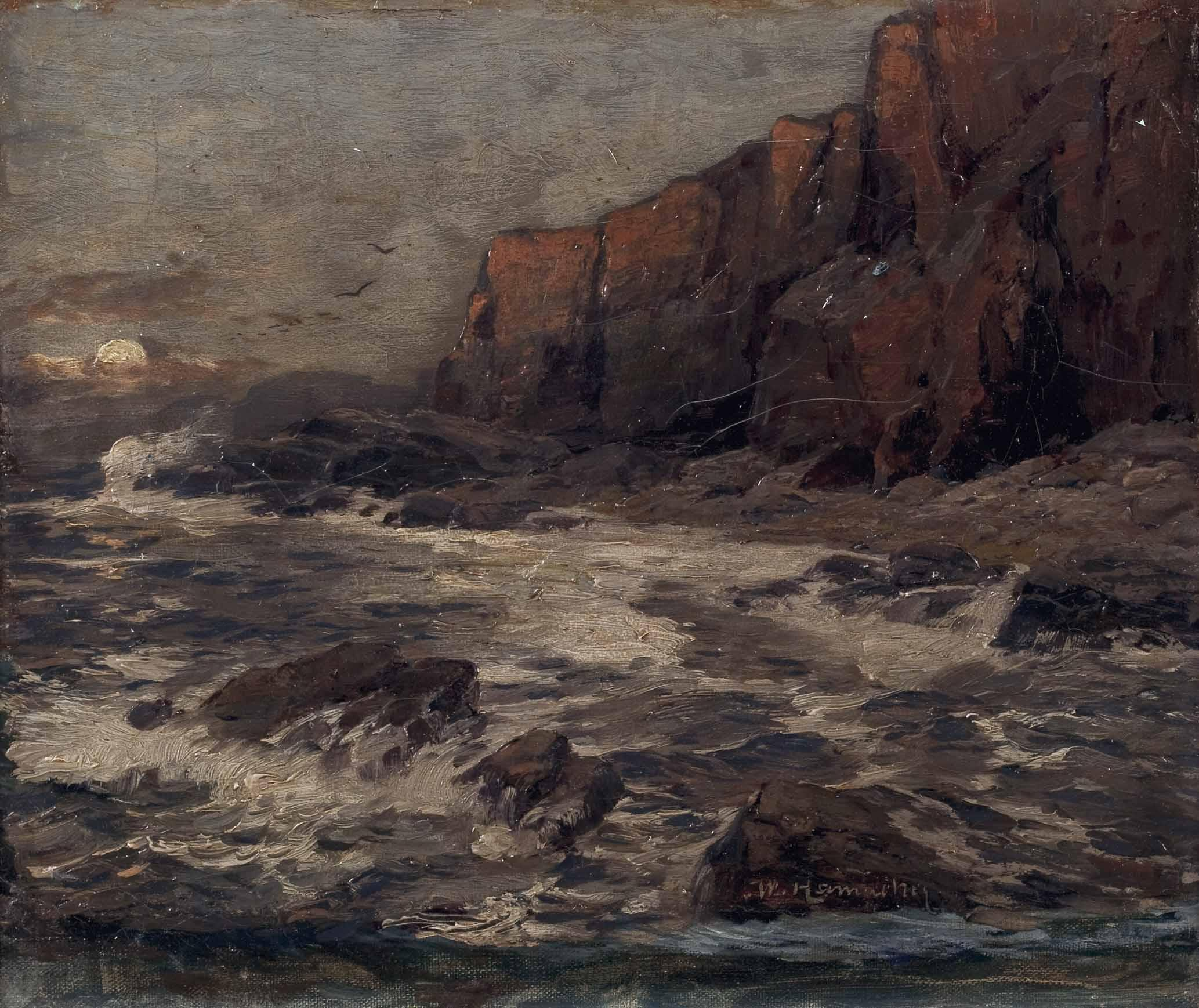
Willy Hamacher Felsenküste im Abendlicht
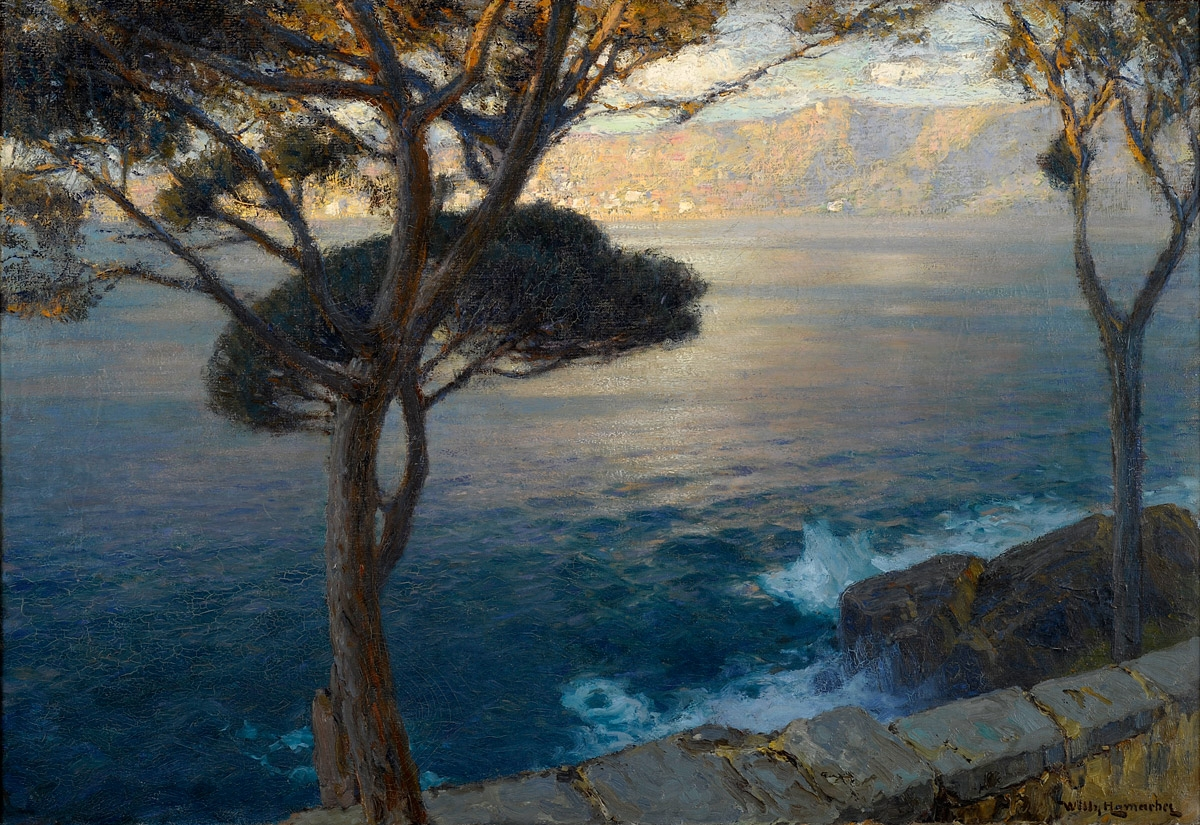
Willy Hamacher Italienische Riviera